# Radíč (Ješetice)
Radíč (Duits: Raditsch of Raditsch bei Geschetitz) is een Tsjechische plaats in de gemeente Ješetice, regio Midden-Bohemen, en maakt deel uit van het district Benešov. Het dorp ligt op ongeveer 1,5 kilometer afstand van Ješetice en op 2,5 kilometer afstand van Heřmaničky.
Radíč telt 39 inwoners (2021).

## Geografie
De Mastníkbeek stroomt langs het dorp.

## Geschiedenis
De eerste schriftelijke vermelding van het dorp dateert van 1363.
In 1960 werd Radíč, samen met Ješetice, ingedeeld bij het district Benešov.

## Verkeer en vervoer

### Autowegen
Er leidt een regionale weg naar het dorp.

### Spoorlijnen
Er is geen station in Radíč. Het dichtstbijzijnde station is in Ješetice, op zo'n 1,5 kilometer afstand. Dat station ligt aan spoorlijn 220 Praag - Tábor - České Budějovice.

### Buslijnen
Er is één bushalte in het dorp:
| Halte           | Lijn | Traject             | Vervoerder   |
| --------------- | ---- | ------------------- | ------------ |
| Ješetice, Radíč | 569  | Střezimíř - Miličín | CŠAD Benešov |

## Bezienswaardigheden
- Dorpskapel

## Galerij

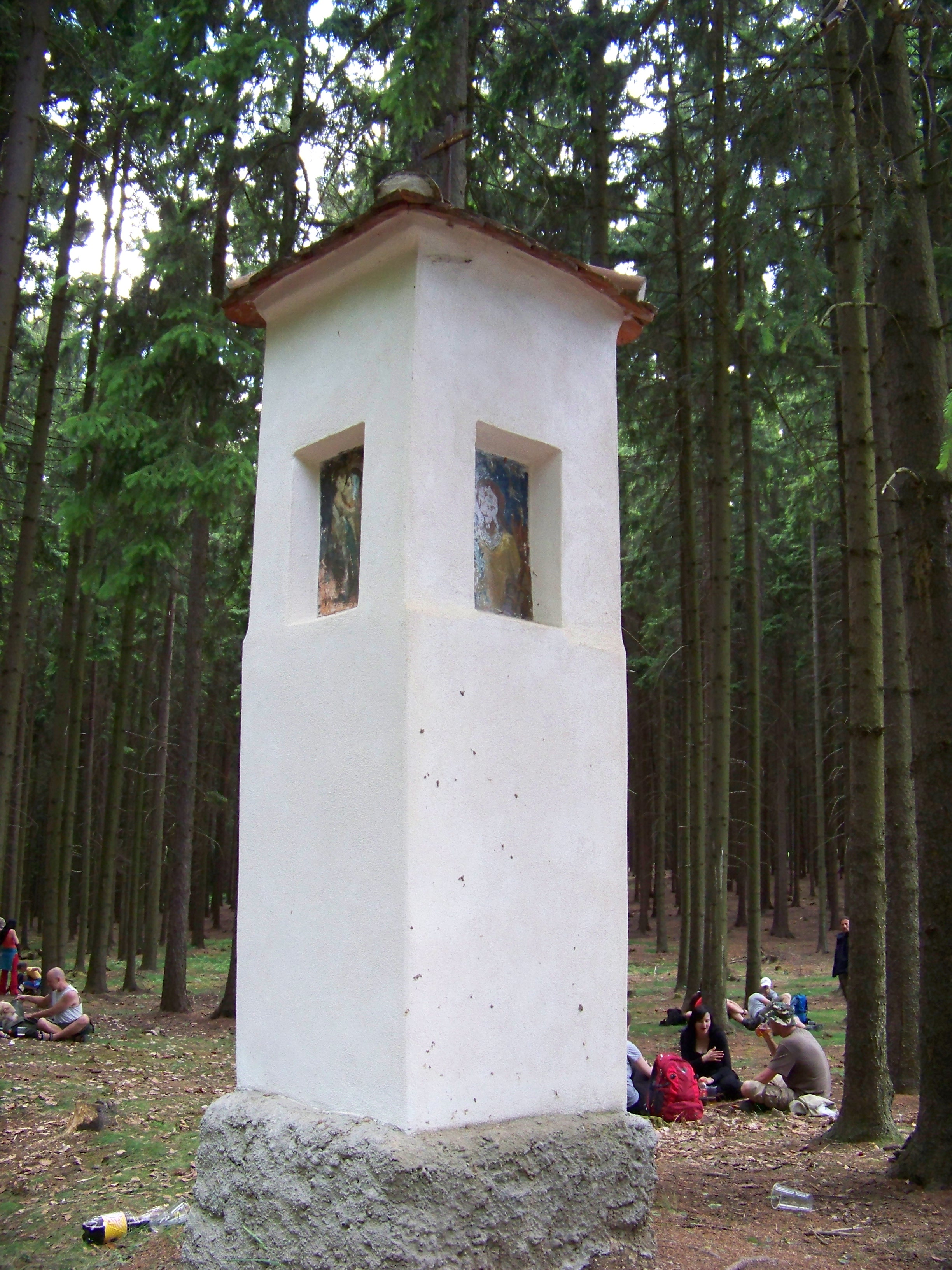
Dorpskapel (2011)
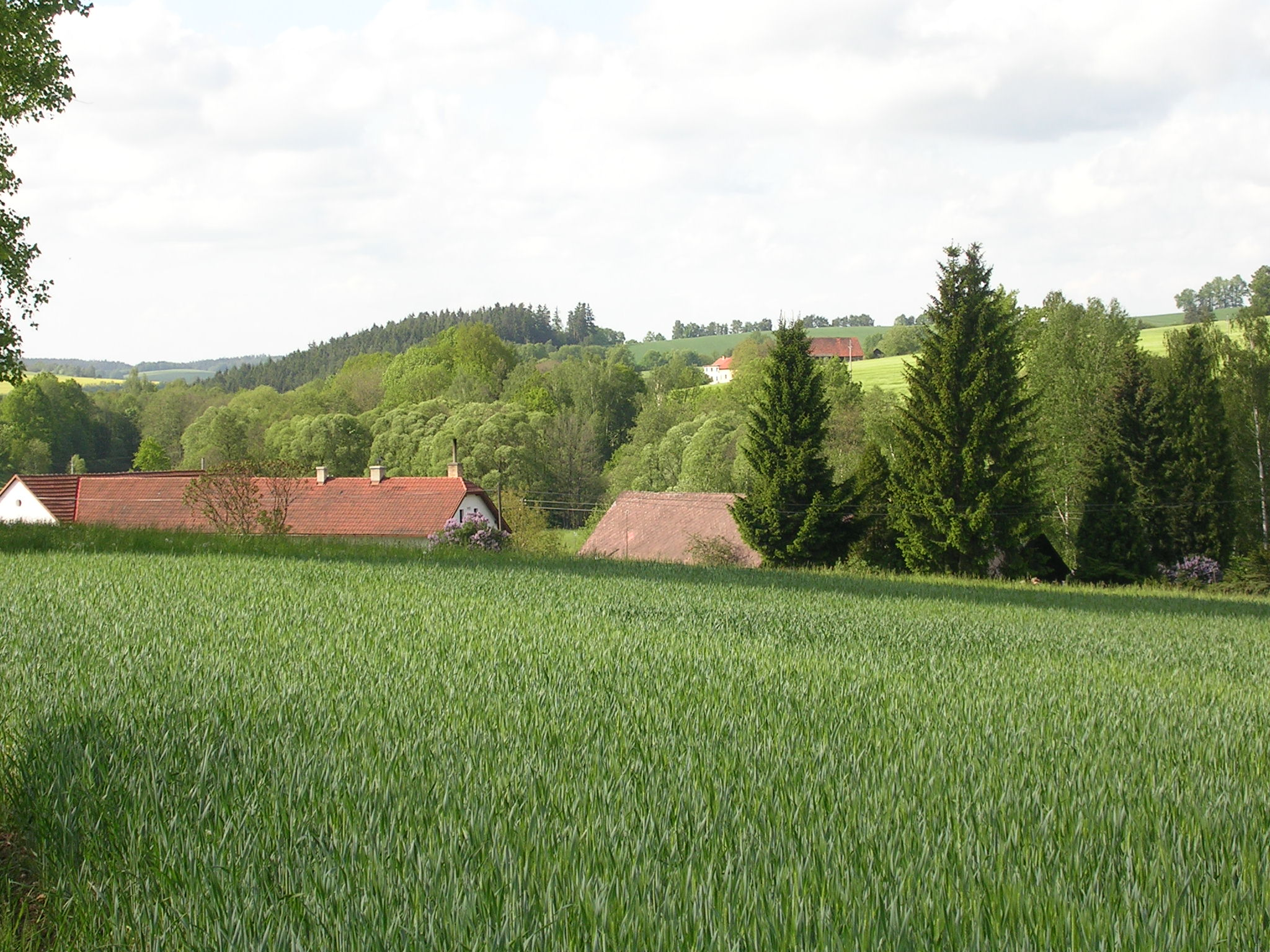
Huizen en grasland (2009)
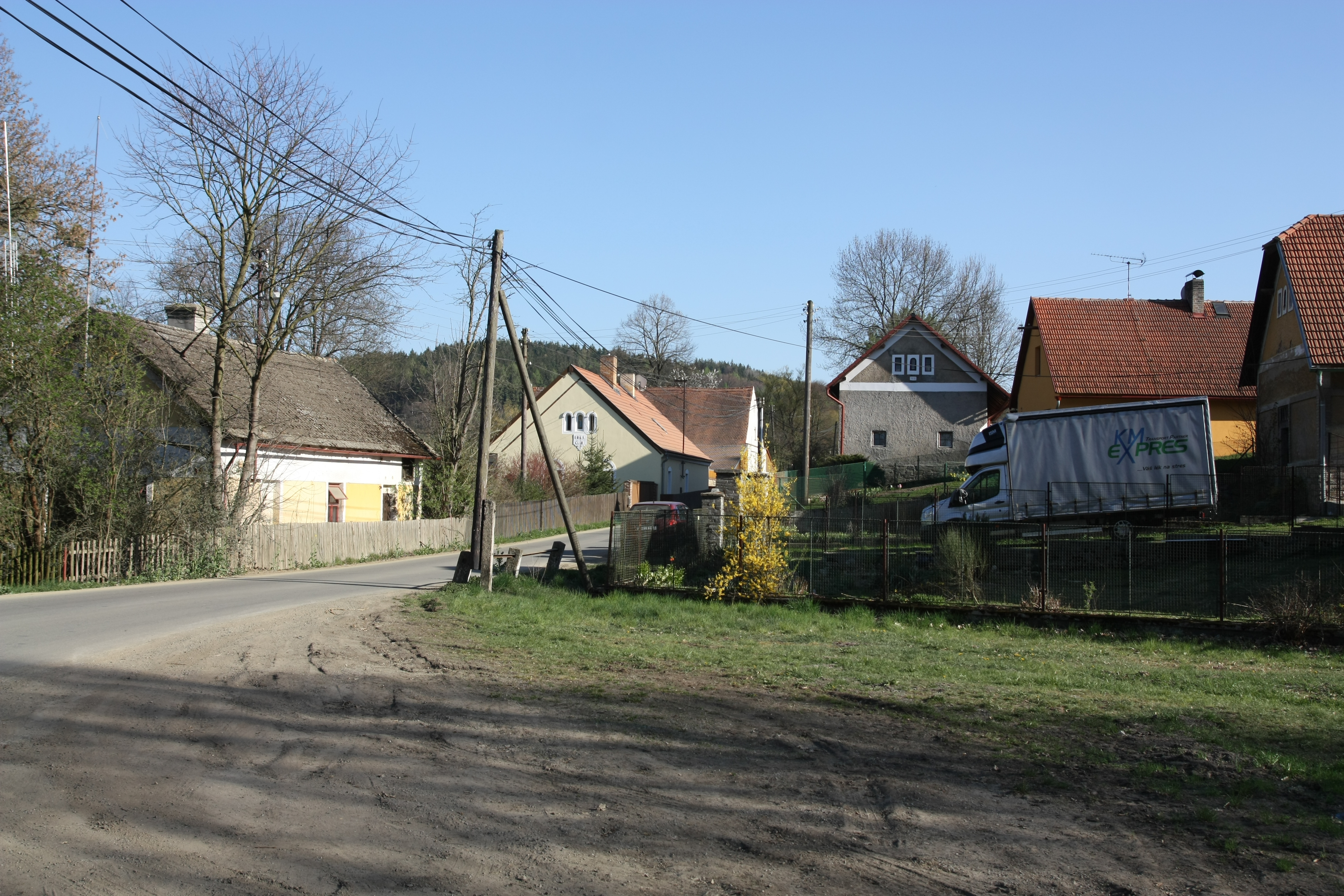
Huizen in het dorp (2019)
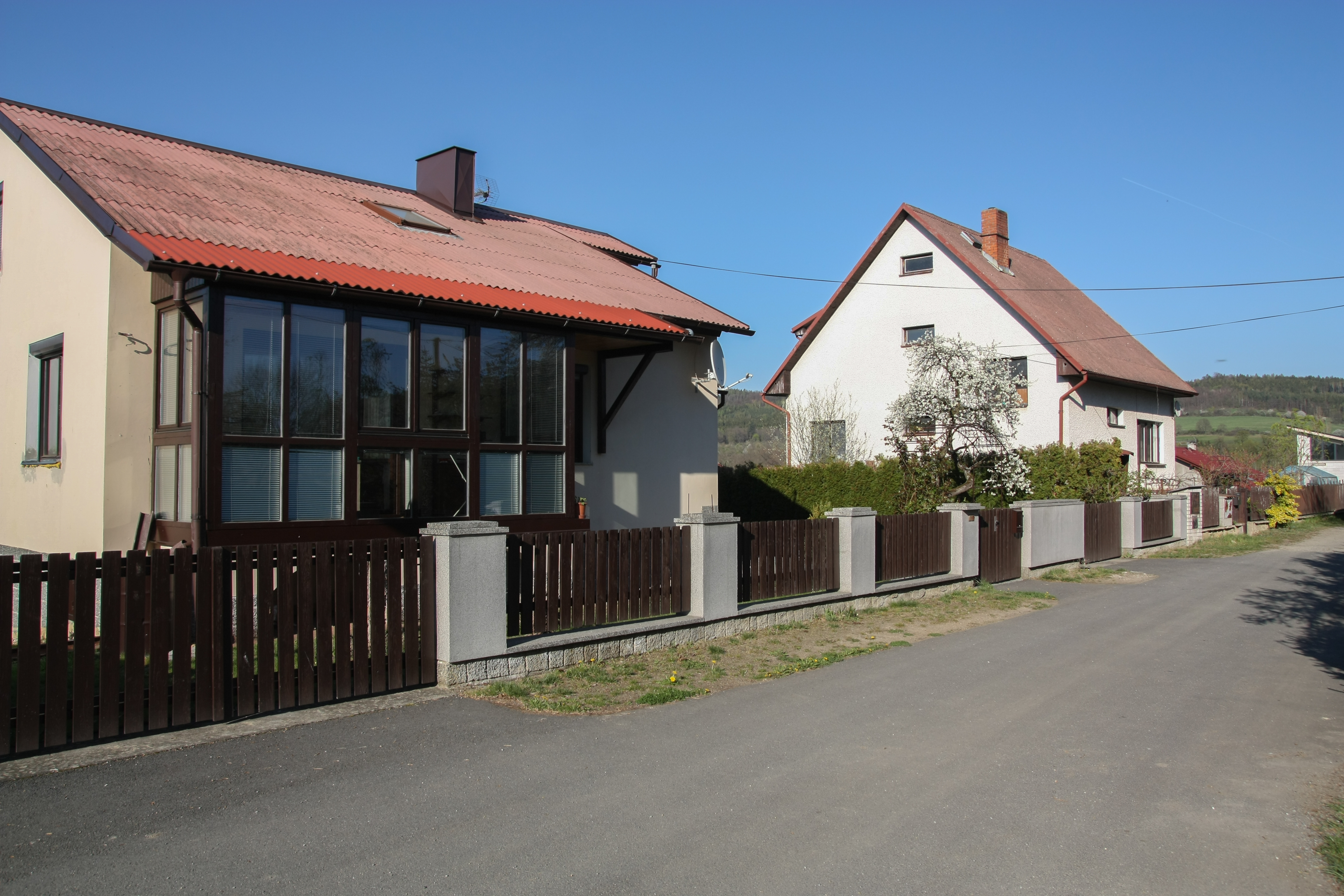
Straat in het dorp (2019)
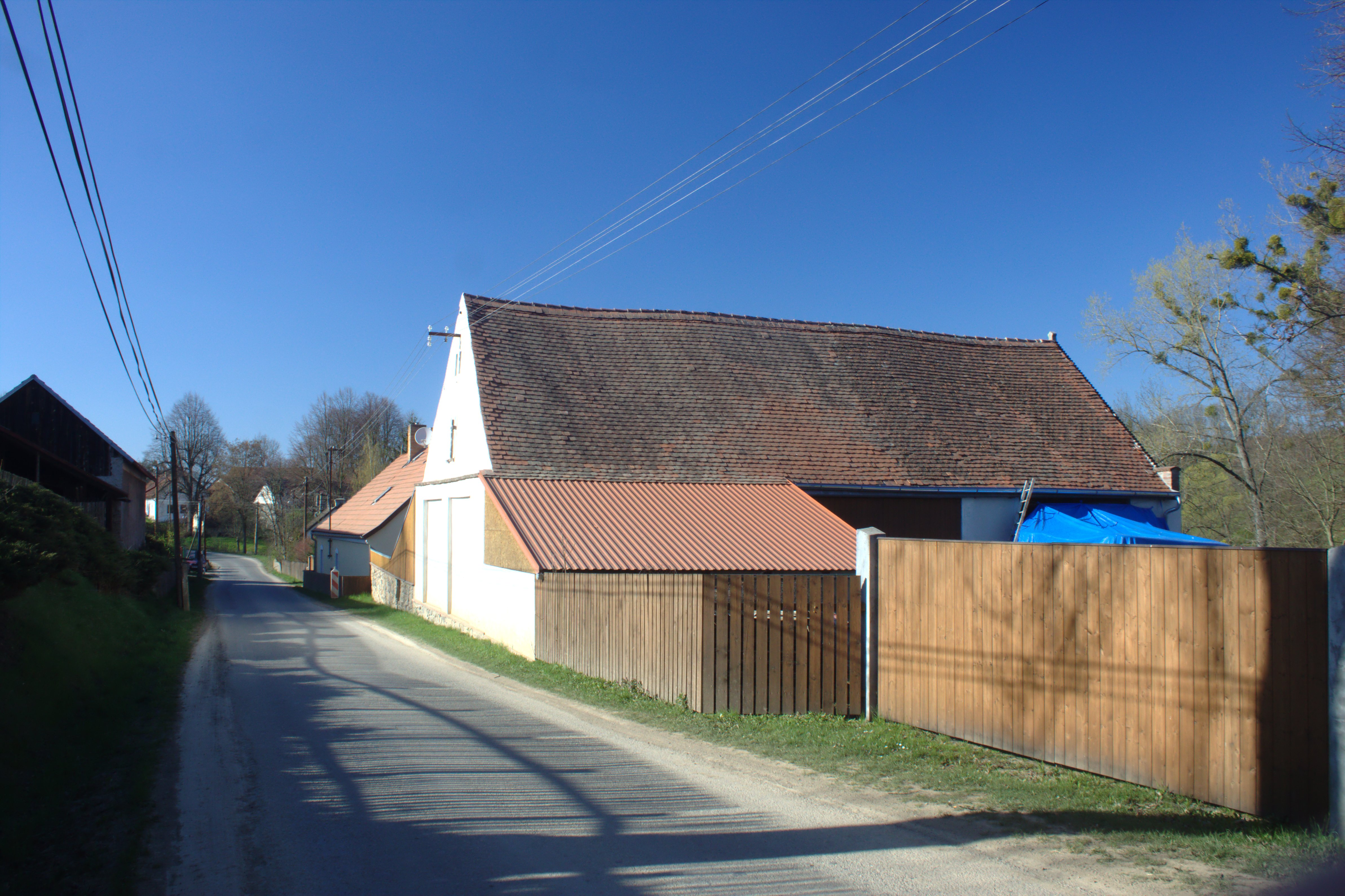
Gebouw in het dorp (2019)
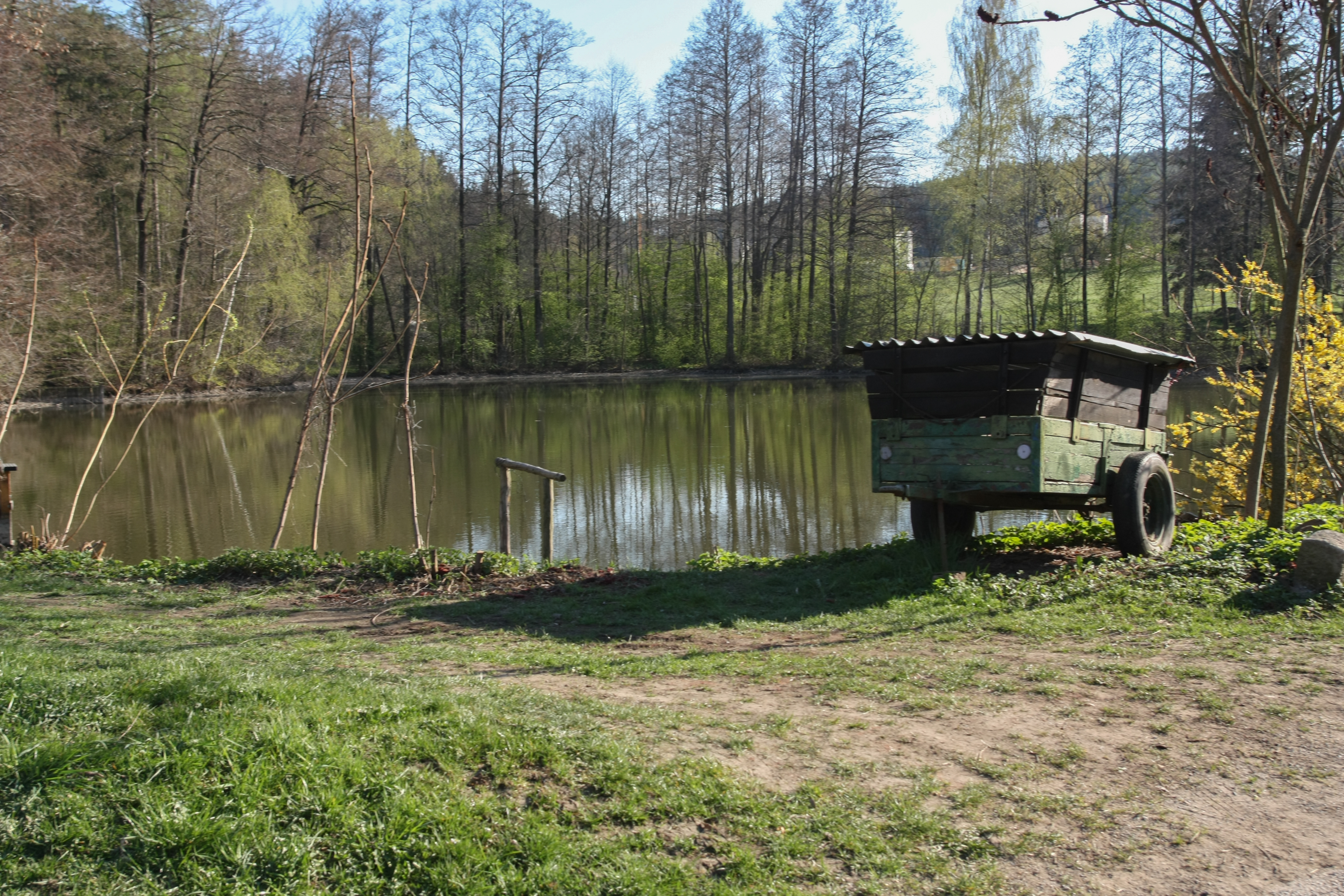
Meertje nabij het dorp (2019)
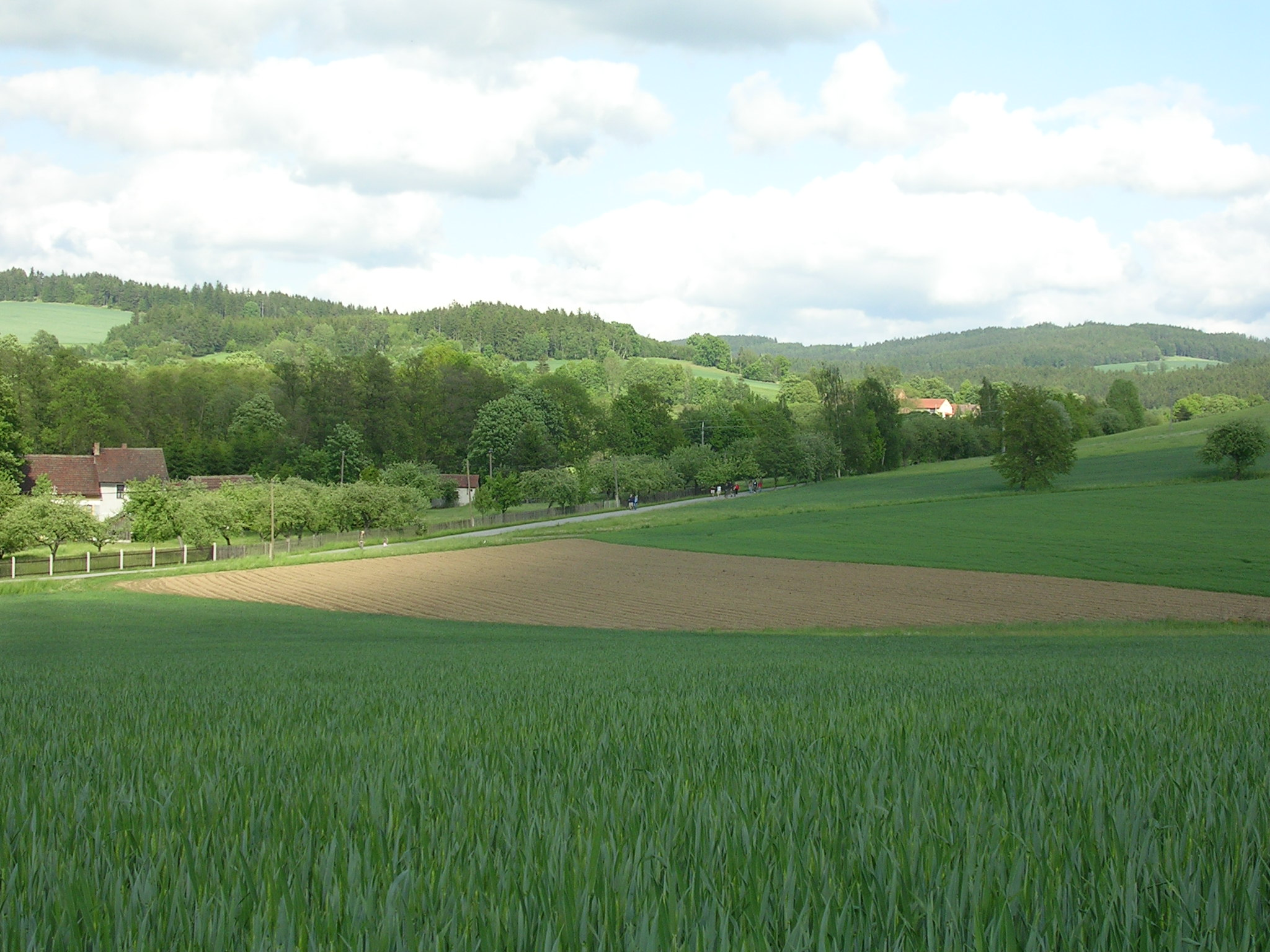
Velden nabij het dorp (2009)